# Zeichenpapier

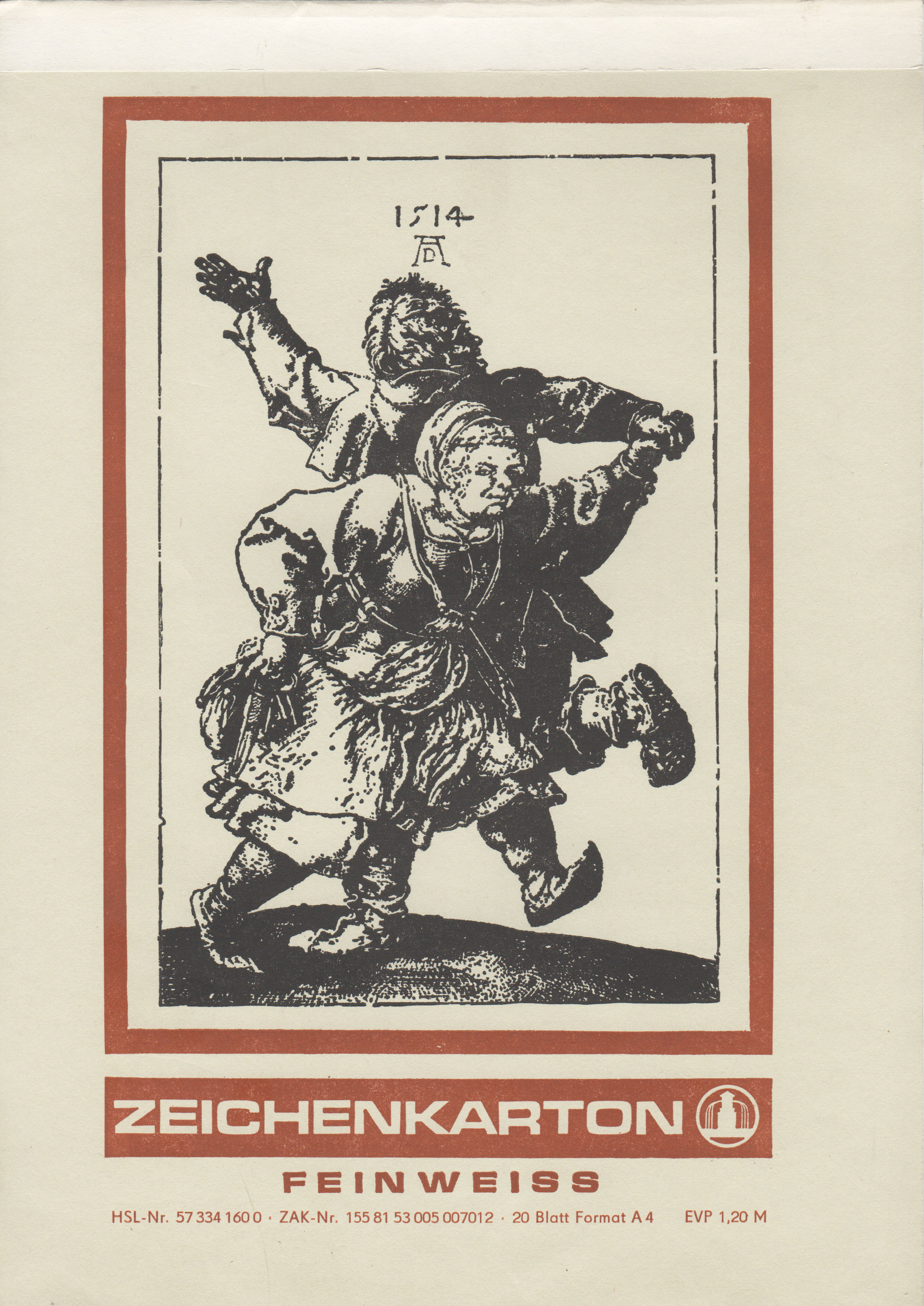
Block Zeichenkarton Feinweiss DDR-Produktion (um 1975)

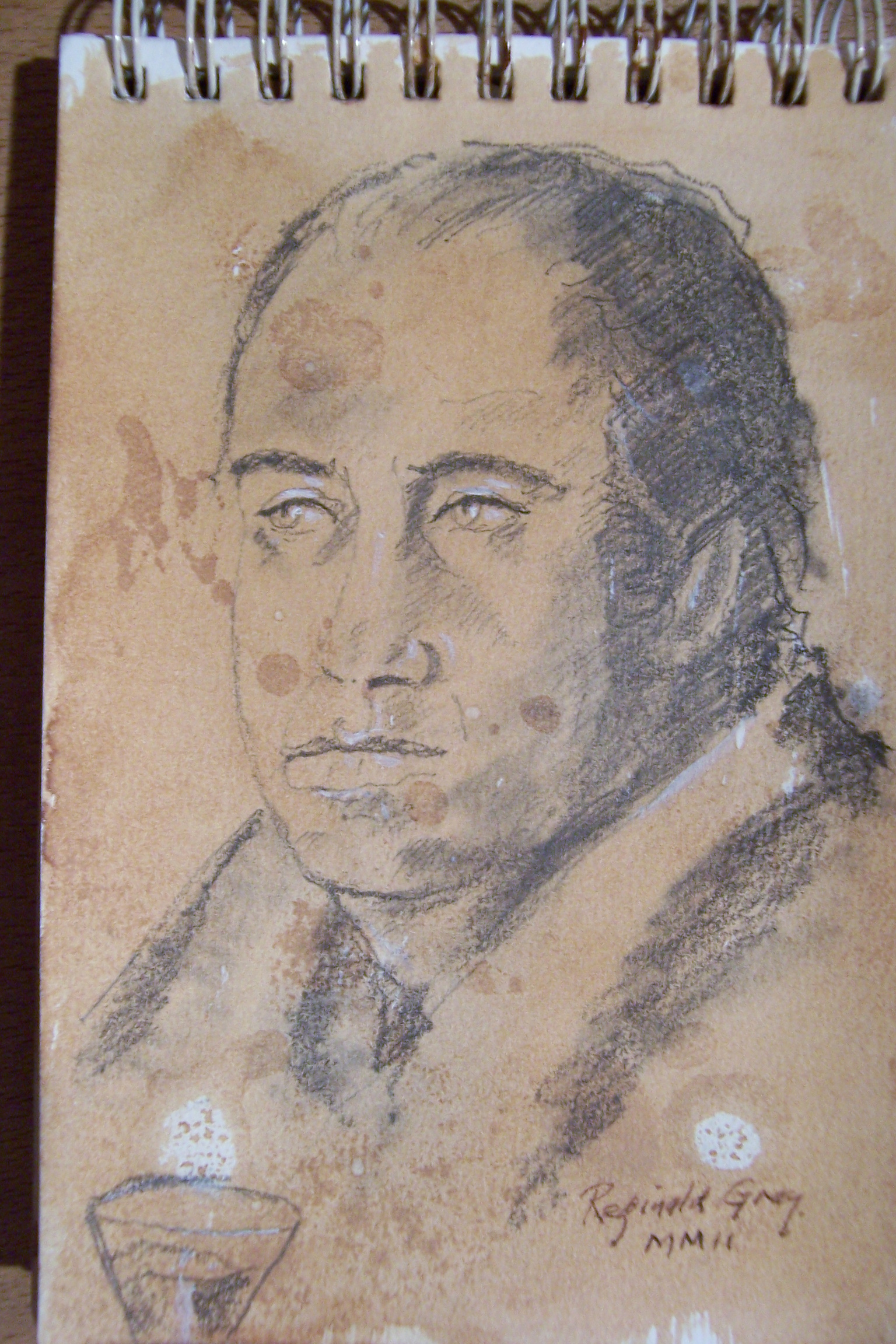
Skizzenbuch von Reginald Gray

Zeichenpapier, bei höherem Gewicht auch Zeichenkarton, ist als Papiersorte ein zum Zeichnen oder Skizzieren besonders geeignetes Papier, als Karton ist das Papier aufkaschiert als Kaschierkarton. Besonders hochwertige Papiere ergeben Reinzeichnungskarton.
Kartonpapiere sind stärkere Papiersorten, die besonders zum Zeichnen und für Bucheinbände verwendet werden.
Das Zeichenpapier wird nach Standardgrößen des Papierformats (DIN 476 und DIN EN 216), dem Weißgrad (Zahlenmaß der Remissionsfähigkeit) und dem Quadratmetergewicht (Grammatur bzw. das Flächengewicht von Papieren) unterschieden. Es ist ein holzfreies oder zellstoff- und hadernhaltiges Papier mit einer hohen Radier- und Wischfestigkeit, bei Karton auch Kratzfestigkeit. Deshalb hat man die Papiere meistens mit einer tierischen Oberflächenleimung versehen. Je nach Anwendung wird es in unterschiedlicher Grammatur von 60 g/m² bis 250 g/m² angeboten, als Karton ab 250 g/m².
Man unterscheidet „Zeichenpapiere für Kohle- und Kreidezeichnungen, Aquarell-, Tempera- und Ölbilder, Federzeichnungen und technische Zwecke sowie für den Schulgebrauch“. „Beim Arbeiten mit Farbstiften ist eine Rauheit erforderlich, damit die Farbteilchen sich leichter und gleichmäßiger vom Stift abstreichen.“
Eine Anwendung in der Malerei ist eine Zeichnung auf starkem Papier als Vorzeichnung kleineren Maßstabs für ein Wandgemälde.
Zeichenpapier gibt es einzeln als Bogen- oder Rollenware, es gibt aber auch die Konfektionierung als Zeichenheft mit einer Mittelheftung, oft auch zum Abreißen entlang einer Zähnungsperforation; als Skizzenbuch dann oft mit Ringbindung. Und es gibt Zeichenblöcke, bei denen der Papierstapel auf bis zu drei Seiten verleimt ist, um nicht zu verrutschen, und bei dem das Blatt mit dem Messer aus seiner Bindung gelöst wird.